# Photedes bondii
Photedes bondii là một loài bướm đêm trong họ Noctuidae.